# 黃振彥
黃振彥（Huang, Zhen Yan，1965年12月19日—），臺灣政治人物，出生於彰化縣，民主進步黨首位鹿港鎮鎮長，曾任2屆縣議員、兩屆鹿港鎮長，2016年榮獲台灣百大「最有價值MVP經理人（服務創新）」榮銜。

## 政治經歷

### 第16-17屆彰化縣議員（2002－2010）

#### 攔下國光石化案
2010年，黃振彥表示當下最迫切要做的事便是將國光建設案給攔下來，避免六輕大城版在彰化重演。

### 第16-17屆鹿港鎮長（2012－2018）
2012年，黃振彥代表民進黨參與鹿港鎮長補選，以極高得票率擊敗國民黨提名候選人。補選時雖正逢民進黨氣勢最低迷之時，卻也因為馬政府的油電雙漲遭致民意反彈高峰之際，當時因為是國內僅有的一場選舉，因此選戰格外受到國人矚目，不僅各電視台政論節目連續兩個多月紛紛加入選情分析探討，就連國、民兩黨主席高層於選戰期間也屢屢下鄉較勁助選，使得鹿港小鎮聲名大噪，也使得黃振彥在一夕之間成為家喻戶曉的人物。

#### 爭取建設鹿港國家歷史風景區
- 與彰化縣政府攜手合作向中央爭取建設鹿港國家歷史風景區，要讓鹿港風華再現，打造鹿港成為國際觀光古都。[5]

#### 臺灣城鎮品牌獎 鹿港摘銀
- 由全球品牌協會第一次舉辦，由各城鎮自行報名或是推薦參加，鹿港鎮公所為自行報名，評分主軸為形象識別與設計經營、文化傳承與生活創新、品牌深耕與創意行銷、環境教育與綠色經濟等四個指標。[6]

## 選舉紀錄
| 年度 | 選舉屆數               | 選舉區           | 所屬政黨   | 得票數 | 得票率 | 當選標記 | 備註 |
| ---- | ---------------------- | ---------------- | ---------- | ------ | ------ | -------- | ---- |
| 2005 | 第十六屆彰化縣議員選舉 | 彰化縣第二選舉區 | 民主進步黨 | 8,741  | 10.19% |          |      |
| 2009 | 第十七屆彰化縣議員選舉 | 彰化縣第二選舉區 | 民主進步黨 | 13,221 | 15.16% |          |      |
| 2012 | 第十六屆鹿港鎮鎮長補選 | 彰化縣鹿港鎮     | 民主進步黨 | 22,275 | 71.11% |          |      |
| 2014 | 第十七屆鹿港鎮鎮長選舉 | 彰化縣鹿港鎮     | 民主進步黨 | 30,552 | 64.62% |          |      |
| 2019 | 第九屆立法委員補選     | 彰化縣第一選舉區 | 民主進步黨 | 41,946 | 45.69% |          |      |

## 獲獎紀錄
- 2016台灣百大最有價值MVP經理人(政治類)榮銜[7]

| 政府职务                           | 政府职务                                               | 政府职务      |
| ---------------------------------- | ------------------------------------------------------ | ------------- |
| 鹿港鎮公所                         |                                                        |               |
| 前任： 陳淑雀（代理） 正任：王惠美 | 鹿港鎮鎮長 第十六、十七屆 2012年5月9日－2018年12月25日 | 繼任： 許志宏 |

## 外部連結
- 黃振彥的Facebook專頁
- YouTube上的黃振彥頻道